# 李陽焜
李陽焜（韓語：이양혼，？—？），越南李朝皇子，流亡到宋朝、高麗，朝鮮半岛氏族旌善李氏的始祖。

## 生平
根据旌善李氏的族谱说他是李仁宗李乾德的第三子，与其兄李阳焕争位失败，后逃亡宋朝。李阳焜娶宋朝门下侍中之女陈氏为妻，在宋徽宗时官至平章事。靖康之变后，北宋灭亡，李阳焜又亡命高丽，在庆州定居。根据《大越史記全書》记载，李乾德没有儿子，李阳焕是其侄。而元朝编写的《宋史》，将李阳焕误记为李乾德之子，旌善李氏族谱附会时参考了《宋史》的记载。而且族谱称高丽武人政权的领袖李义旼是李陽焜的六世孙，从靖康之变（1127年）李陽焜前来高丽到李义旼发迹（1170年）只有短短的四十余年，不可能繁衍五六代人。

## 后代

### 子
- 李蘭，字君郁（韓語：군욱），高丽仁宗时礼仪判書。

### 孙
- 李茂貞（韓語：이무정），字敬夫（韓語：경부），李蘭之子，官至政堂文學。

### 曾孙
- 李啓運（韓語：이계운），字甫明（韓語：보명），官至副使。

### 玄孙
- 李蕃，字萬玉（韓語：만옥），官至侍中，侍中李羲旼（韓語：이희민）之父。
- 李善高麗赠太師，李義旼之父。李善在庆州贩卖私盐为生，娶延日县玉灵寺的婢子。李义旼幼年时，李善曾梦见李义旼身穿青衣登上黄龙寺九层塔，认为此儿长大后必然大富大贵。